# Archichauliodes neoguttiferus
Archichauliodes neoguttiferus är en insektsart som beskrevs av Günther Theischinger 1983. Archichauliodes neoguttiferus ingår i släktet Archichauliodes och familjen Corydalidae. Inga underarter finns listade i Catalogue of Life.